# Entalophora arcuata
Entalophora arcuata är en mossdjursart som beskrevs av Canu och Bassler 1929. Entalophora arcuata ingår i släktet Entalophora och familjen Entalophoridae. Inga underarter finns listade i Catalogue of Life.